# Астарта (учебное судно)
Астарта (до 1899 Astarte, с 1920-х Ленинград) — учебное судно Балтийского флота, бывшая яхта наследника шведского престола, впоследствии переоборудовано в плавучий маяк.

## История
В 1899 году построено в Швеции как парусно-паровая яхта Astarte для наследника шведского престола, однако в том же году выкуплено частным предпринимателем из России. Получило название Астарта.
21 мая 1915 года мобилизовано и включено в состав Учебного отряда Морского ведомства как учебное судно.
25 октября 1917 года вошло в подчинение Петроградскому военно-революционному комитету.
В мае 1918 года передано в порт на хранение.
В сентябре 1921 года включено в состав учебных судов Ускоренных курсов техников комсостава флота. 15 сентября 1921 года во время шторма налетело на камни и затонуло в районе бухты Батарейная.
В 1922 году поднято и поставлено в порт на хранение.
В 1920-х годах переоборудовано в плавучий маяк и переименовано в Ленинград. Использовалось для обозначения входа на Кронштадтский корабельный фарватер.
С июня 1941 по май 1945 года находилось на долговременном хранении.
После 1963 года было разобрано на металл.

## Командиры
- 1915 — старший лейтенант Сакеллари, Николай Александрович
- 01.06.1016-xx.xx.1917 — старший лейтенант Варзар, Георгий Фёдорович

## Известные люди, служившие на корабле
Полярный летчик Козлов, Матвей Ильич служил на судне курсантом в качестве старшего комендора до гибели «Астарты» в 1921 году.